# Òscar Giró i Via
Òscar Giró i Via   (Vilafranca del Penedès, 27 de març de 1968) és un ex-pilot de trial català que destacà en competicions estatals durant les dècades del 1980 i 1990. Al llarg de la seva carrera va guanyar dos campionats d'Espanya de trial en categoria Júnior (1984 i 1985) i va aconseguir bons resultats a la categoria màxima.
Membre durant anys de l'equip oficial de Montesa a la seva etapa de pilot, Giró ha mantingut la seva relació amb la marca fins a l'actualitat i ha viscut la transformació de Montesa, una històrica empresa catalana que va esdevenir subsidiària d'Honda quan aquesta multinacional la va absorbir definitivament el 1986. El 1997, ja retirat de la competició, Òscar Giró va fer de "motxiller" de Takahisa Fujinami durant la segona temporada del japonès al mundial de trial amb l'equip oficial d'Honda. Giró ha estat enginyer en cap de Montesa Honda, amb seu a Santa Perpètua de Mogoda, i actualment és el director general de l'equip de competició de trial de la marca.
Òscar Giró pertany a una família de viticultors que tenen un conegut celler a Puigdàlber, Alt Penedès, des d'on elaboren vins i caves des de la dècada del 1970.

## Palmarès
Font:
| Any  | Motocicleta | C. d'Espanya |
| ---- | ----------- | ------------ |
| 1984 | ?           | 1r Júnior    |
| 1985 | Montesa     | 1r Júnior    |
| 1986 | Montesa     | 9è           |
| 1987 | Montesa     | 7è           |
| 1988 | Montesa     | 6è           |
| 1989 | Montesa     | 9è           |
| 1990 | Aprilia     | 6è           |
| 1991 | Aprilia     | 8è           |
| 1992 | Aprilia     | 7è           |
| 1993 | Aprilia     | 10è          |